# Тимофей I (католикос-патриарх Востока)
Тимофей I (728 или 727 — 9 января 823, Самарра, Салах-эд-Дин) — патриарх Церкви Востока в 780—823, считается одним из самых выдающихся патриархов и администратором в истории Церкви Востока. Во время своего правления он сумел глобально модернизировать столичное управление Церкви.

## Биография
Тимофей I был родом из Хазза, учился у Авраама Бар Дашандада в школе в Сапсапе, в районе Акра. После обучения стал епископом епархии Бет-Бгаш в столичной провинции Адиабена.
Конкурентов на пост патриарха Тимофей не допускал всеми возможными способами. Большинство голосов при голосовании он обеспечивал обещаниями наград после избрания, но после своей победы обещания не выполнил.
Подобную тактику взяли на вооружение его конкуренты. Оппозиционная партия во главе с митрополитом Иосифом Мерва провела Синод в монастыре Бет Хейл, в котором отлучила Тимофея от власти. Всё ещё патриарх, Тимофей организовал свержение Иосифа из Мерва. Митрополит искал защиты у халифа аль-Махди и вынужден был принять ислам. Дальнейшие противостояния патриарха и бывшего митрополита привели к беспорядкам вБагдаде, которые устроили христиане города, уставшие от двоеначалия.
После вмешательства Исы ибн Курайша происки оппозиции по свержению Тимофея l были окончательно подавлены.

## Работы
Тимофей был уважаемым писателем научных, богословских, литургических и канонических книг. На сегодня сохранились в оригинале 59 его писем. В них Тимофей описывает период первой половины своего патриаршества. В письмах обсуждаются различные библейские и богословские вопросы, а также объяснения многих положений церкви.
Одним из известных литературных произведений Тимофея является отчёт о безрезультатных дебатах по противоборствующим притязаниям христианства и ислама, якобы состоявшейся в 782 году с халифом аль-Махди из династии Аббасидов (правил 775-85). По всей вероятности, именно патриарх Тимофей составил «Восточный синодикон» (собрание синодов Церкви Востока). Он также написал юридический трактат под названием "Taksē d-dīnē ʿi (d) tōnōyē w-d-yōrtwōtō" («Правила церковных суждений и преемственности»). Несмотря на громкое название, в книге мало говорится о судебной организации Церкви и её процедурах. Тесты "Правил.." направлены на то, чтобы лучше определить церковную иерархию до разработки закона о браке и наследовании.

## Миссионерская экспансия
Тимофей высказал большой интерес к миссионерской экспансии Церкви Востока. Известно, что он миропомазал митрополитов для Дамаска, Армении, для Гиляна в Азербайджане, для турок Центральной Азии, для Китая, также он заявил о намерении освятить митрополита на Тибет.
По просьбе халифа патриарх Тимофей I переехал  на житие в Багдад. Город к тому времени стал столицей мусульманского Ирака, а традиционная образованность христиан позволила им в первые века после арабского завоевания сохранять значительное влияние в новом обществе. Сохранились свидетельства о том, что в период расцвета в Церкви Востока насчитывалось 30 кафедр митрополитов и 200 епархий. Благополучная для христиан ситуация стала меняться в период позднего Халифата - тогда начались вспышки репрессий против христиан, было немало случаев разрушения церквей мусульманами.

## Место упокоения
Тимофей похоронен в Багдаде в монастыре Дайр аль-Джаталик, бывшим монастырем Церкви Востока, построенным на западном берегу Тигра в провинции Сасанидской империи в Месопотамии.